# Kazuya Murata (regista)
Kazuya Murata (村田和也?, Murata Kazuya; Osaka, 1964) è un regista giapponese.

## Filmografia parziale

### Regista

#### Lungometraggi
- Fullmetal Alchemist - La sacra stella di Milos (2011)

#### Serie televisive
- Kōtetsu tenshi Kurumi (6 episodi, 1999-2000)
- Figyua 17 Tsubasa & Hikaru (8 episodi, 2001-2002)
- Planetes (3 episodi, 2003-2004)
- Eureka Seven (6 episodi, 2005-2006)
- Code Geass: Lelouch of the Rebellion (episodio 3, 2006)
- Suisei no Gargantia (2013)
- Kado: The Right Answer (2017)

#### OAV
- Makeruna! Makendou (1995)
- TWO-MIX: White Reflection (1997)
- Suisei no Gargantia: Meguru Kouro, Haruka (2014)

#### ONA
- Yakusoku no Nanaya Matsuri (2018)

### Sceneggiatore

#### Serie televisive
- Suisei no Gargantia (2013)

#### ONA
- A.I.C.O. Incarnation (2018)
- Yakusoku no Nanaya Matsuri (2018)